# Piskornia Duża
Piskornia Duża – nieoficjalna część wsi Piskornia, w Polsce położona w województwie mazowieckim, w powiecie pułtuskim, w gminie Pokrzywnica.
Piskornia Duża stanowi główną część Piskorni, gdzie skupiona jest większość mieszkańców miejscowości. W tej części znajduje się stara szkoła, która jest częściowo zamieszkana. Piskornia Duża znajduje się w centrum Piskorni.